# Witterschlick
Witterschlick – dzielnica gminy Alfter w Niemczech, w kraju związkowym Nadrenia Północna-Westfalia, w rejencji Kolonia, w powiecie Rhein-Sieg. W 2009 liczyła 6 060 mieszkańców. Do 31 lipca 1969 miejscowość była samodzielną gminą.